# 국산밀산업협회
국산밀산업협회는 회원 상호간 협력을 통하여 한국산 밀의 안정적 수급체계를 확립하고 대한민국 밀 산업발전에 기여함으로써 식량자급률 향상과 국민건강증진에 기여함을 목적으로 2010년 5월 27일 설립된 대한민국 농림축산식품부 소관의 사단법인이다. 사무실은 서울특별시 영등포구 여의도동 141-11, 대하빌딩 507호에 있다.

## 주요 사업
- 국산밀 산업발전을 위한 정책개발
- 밀의 수급조절 및 가격 안정을 위한 사업
- 자조금 조성과 운영
- 국내외 시장개척 및 소비촉진 홍보사업
- 국제 밀 동향에 대한 정보 수집 및 자료 제공
- 국산밀산업 발전을 위한 정부 및 지방자치단체와 협력
- 회원 조직화, 연구 및 교육사업
- 생산과 소비의 알선 및 제공
- 소식지 발간 및 홈페이지 운영
- 기타 본 협회의 목적 달성을 위한 사업